# هيلين غيفورد
هيلين غيفورد (بالإنجليزية: Helen Gifford)‏ هي ملحنة أسترالية، ولدت في 5 سبتمبر 1935.

## وصلات خارجية
- هيلين غيفورد على موقع ميوزك برينز (الإنجليزية)